# Avenue Paul-Doumer
Pour l’article homonyme, voir Avenue Paul-Doumer (Rueil-Malmaison).
L'avenue Paul-Doumer est une voie du 16e arrondissement de Paris, en France. Elle est ainsi dénommée en référence à l’ancien président de la République française Paul Doumer.

## Situation et accès

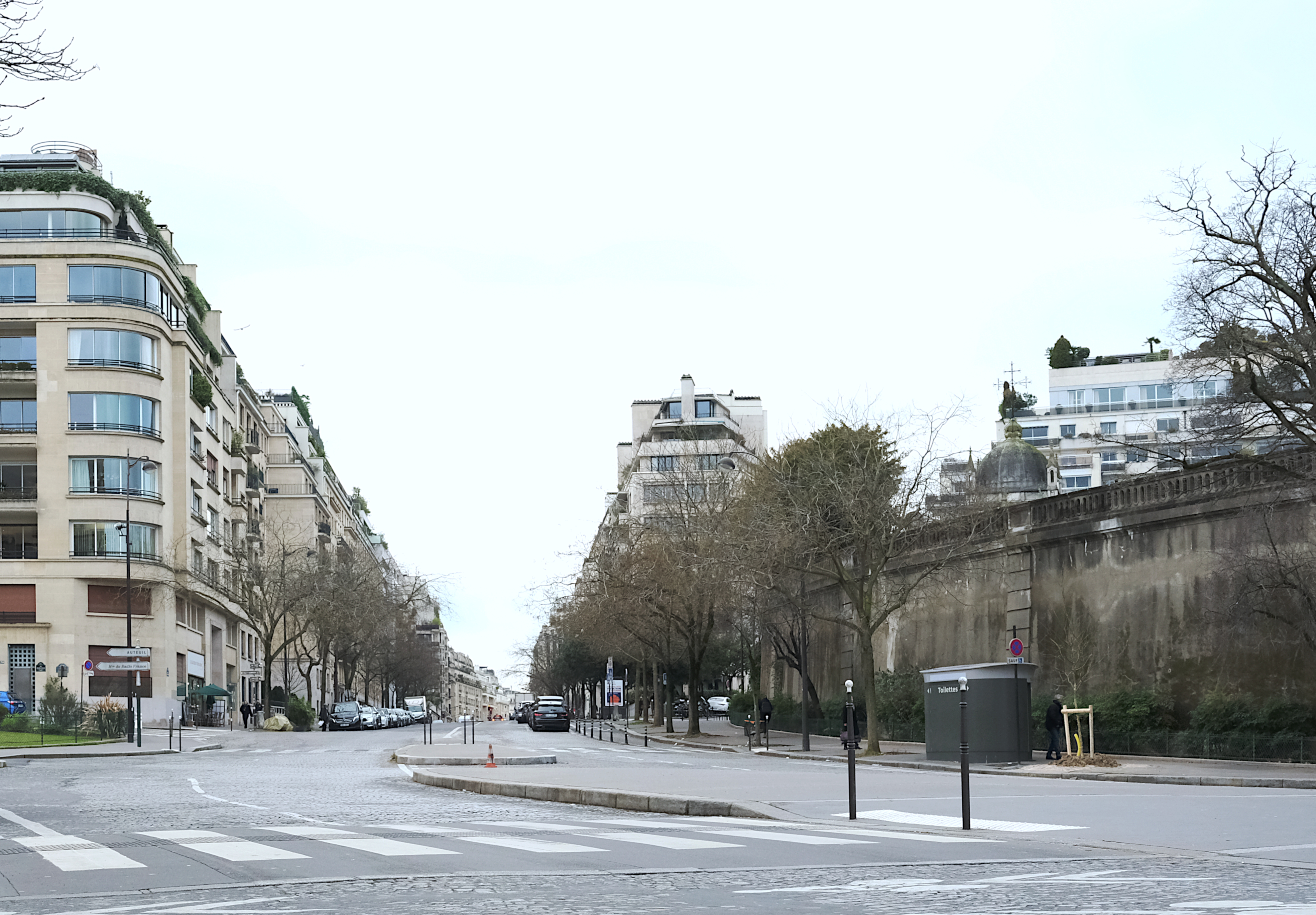
L'avenue Paul-Doumer vue depuis la place du Trocadéro ; à droite, le cimetière de Passy.

L'avenue Paul-Doumer est une voie publique située dans le 16e arrondissement de Paris. Elle débute place du Trocadéro-et-du-11-Novembre (ou plus exactement son appendice la place José-Marti) et se termine au 2, chaussée de la Muette. Elle mesure 970 mètres de long, et sa largeur varie de 30 mètres au maximum à 20 mètres au minimum. De la place du Trocadéro à la chaussée de la Muette, elle croise successivement :
- la rue Pétrarque (au no 10 et finit au 28, rue Scheffer) ;
- la rue Scheffer ;
- la rue Bellini (au no 30 et finit au 21, rue Scheffer) ;
- la rue de la Tour (au no 31 et finit par une impasse) ;
- la rue Eugène-Manuel (au no 65 et finit au 9, rue Claude-Chahu) ;
- la rue Vital ;
- la rue Nicolo ;
- la rue Cortambert ;
- la rue Paul-Delaroche (au no 81 et finit au 40, rue Vital) ;
- la place Jane-Evrard et la chaussée de la Muette.

## Origine du nom

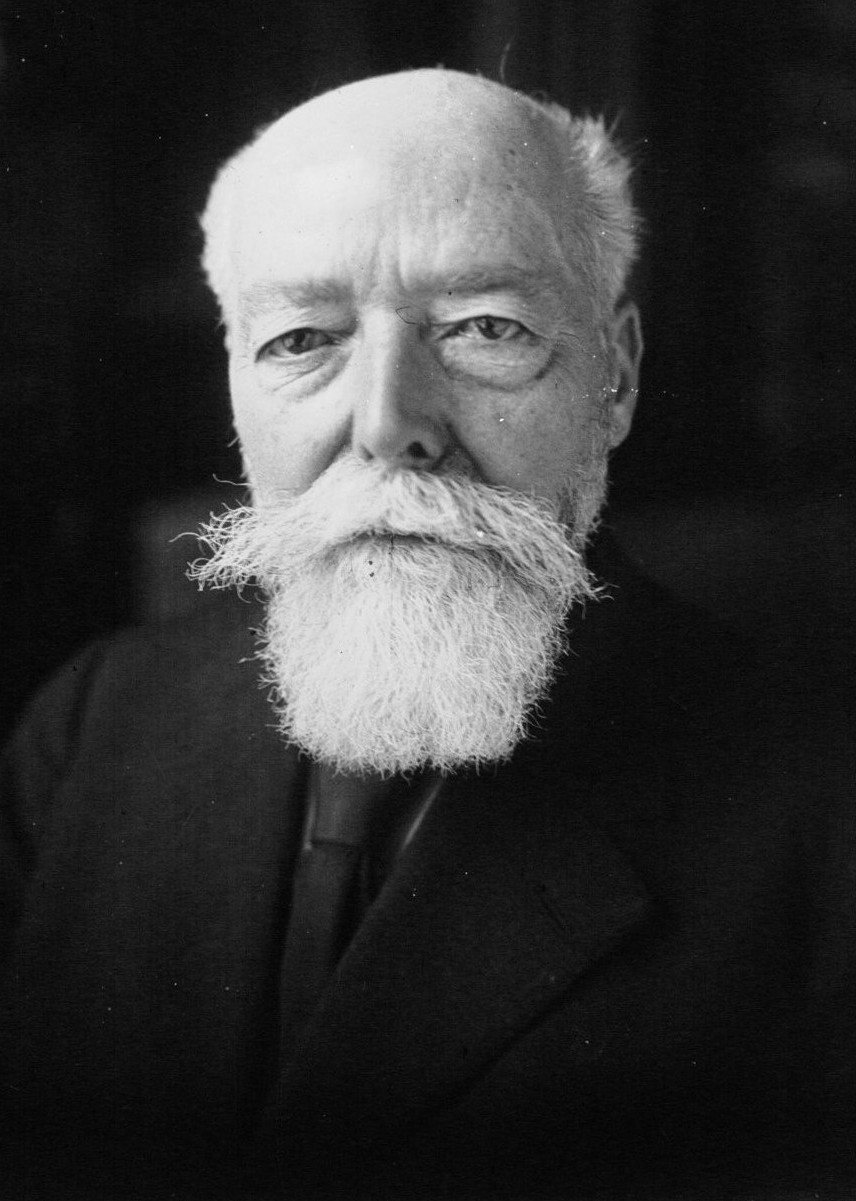
Paul Doumer en 1931.

Elle porte le nom de Paul Doumer (1857-1932), président de la République française entre 1931 et 1932, année de son assassinat.

## Historique
Cette avenue est créée par un décret du 30 janvier 1912 et constitue d'abord une sorte de prolongement de la rue de la Pompe. Elle est aménagée dans sa forme actuelle entre 1924 et 1933, détruisant des habitations débordant des rues Scheffer, Pétrarque, de la Tour et Nicolo, ainsi que des petits réservoirs de Passy.
Le 5 août 1918, durant la Première Guerre mondiale, un obus lancé par la Grosse Bertha explose au no 87 « avenue de la Muette ».
Appelée « avenue de la Muette », elle prend sa dénomination actuelle par un arrêté du 19 juillet 1932. Elle est inaugurée le 12 mai 1933, un an après l'assassinat du président Paul Doumer.
La partie de l'avenue située à la rencontre avec la rue du Commandant-Schloesing est nommée « place José-Marti » en 1955.
En 2024 est aménagée une piste cyclable, de la rue de la Pompe à la place du Trocadéro.

## Bâtiments remarquables et lieux de mémoire
La majorité des grands bâtiments à la façade uniforme date de l'après-Seconde Guerre mondiale (notamment des années 1960).
- À l'angle de l'avenue Paul-Doumer et de la rue Benjamin-Franklin, dans le square de Yorktown : Monument à Benjamin Franklin (1898) de John J. Boyle (en).
- No 1 : luxueux immeuble d’habitation construit par les architectes Jean Fidler et B. Lochak entre 1935 et 1937 pour Berthe Astier, épouse Cierplikowski (le coiffeur Antoine), dont  le couple a occupé les deux derniers étages[5]. Il est inauguré en même temps que l’Exposition universelle de 1937[6]. Cet immeuble à façade arrondie, de style « paquebot », qui occupe l'angle de la rue Benjamin-Franklin et de l'avenue Paul-Doumer, a abrité jusqu'à son décès l'actrice Jacqueline Maillan (1923-1992). L’homme d’affaires Pierre Botton y a également résidé plusieurs années, au dernier étage[7]. Le journaliste d'investigation Airy Routier relate en ces termes la visite qu’il rend à l’homme d’affaires au printemps 1989 : « ...me voilà introduit par un maître d’hôtel dans un immense appartement au dernier étage d’un immeuble faisant face au Trocadéro. Du balcon en rotonde, où m’accueille le gendre du maire de Lyon, on balaie tout Paris d’un seul regard. Sans doute une des plus belles vues de la capitale. »[8]. On y trouve aujourd'hui les bureaux du décorateur Philippe Starck[9].
- No 19 : résidence Trocadéro, construite en 1958.
- No 60 : immeuble des années 1930 construit par l’architecte François Balleyguier[10] et propriété de la compagnie d’assurances Le Phénix. Un phénix de pierre déploie d’ailleurs ses ailes au fronton de l’immeuble, où l’on peut lire cette phrase : « Et fixant le soleil, il renaît de ses cendres ».

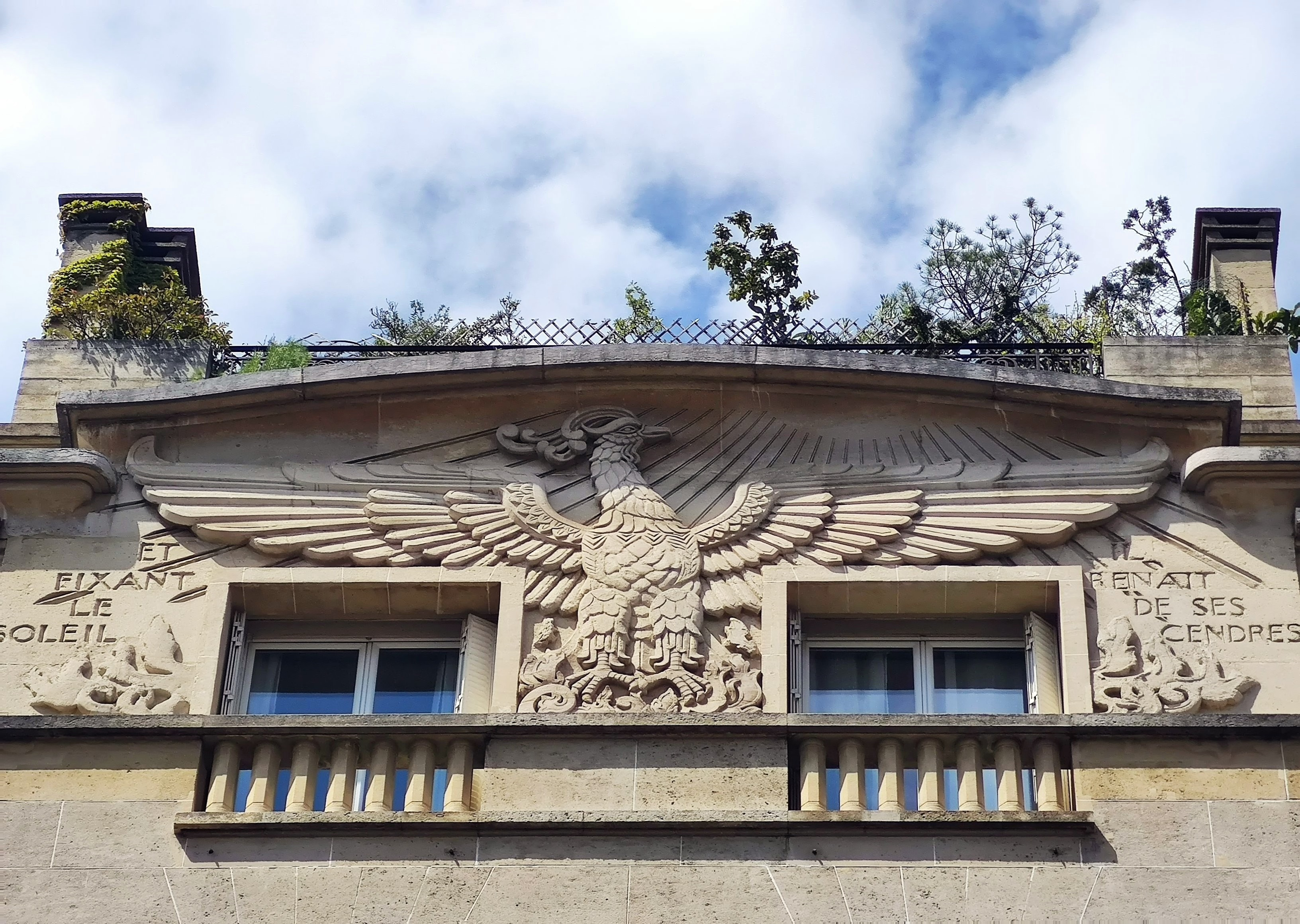
No 60.

- No 71 : l'actrice Brigitte Bardot habite à cette adresse dans les années 1960[11].
- No 77 et non 79 (place Possoz et rue Paul-Delaroche) : imposant ensemble non signé de deux immeubles comprenant une cour avec jardin et trois arbres.
- No 90 : cinéma Mayfair, ouvert en 1967 avec une décoration soignée (marbre, portes en acajou, boiseries). Il est doté d'une salle de 300 places et d'un salon-fumoir. Renommé Mayfair-Pathé, il ferme en 1988 alors que Le Grand Bleu est à l'affiche[12].

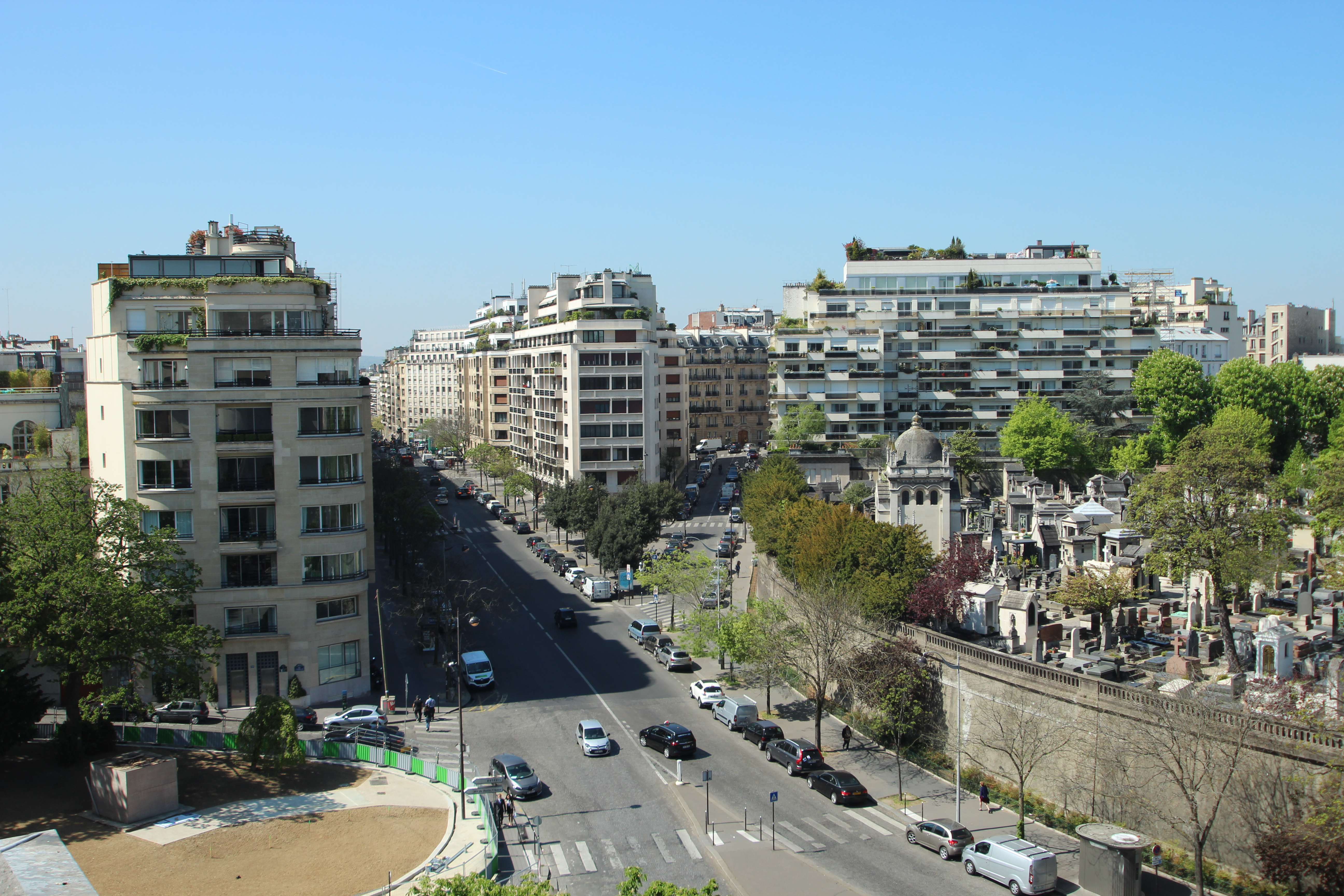
L'avenue (à gauche) et le cimetière de Passy (à droite).
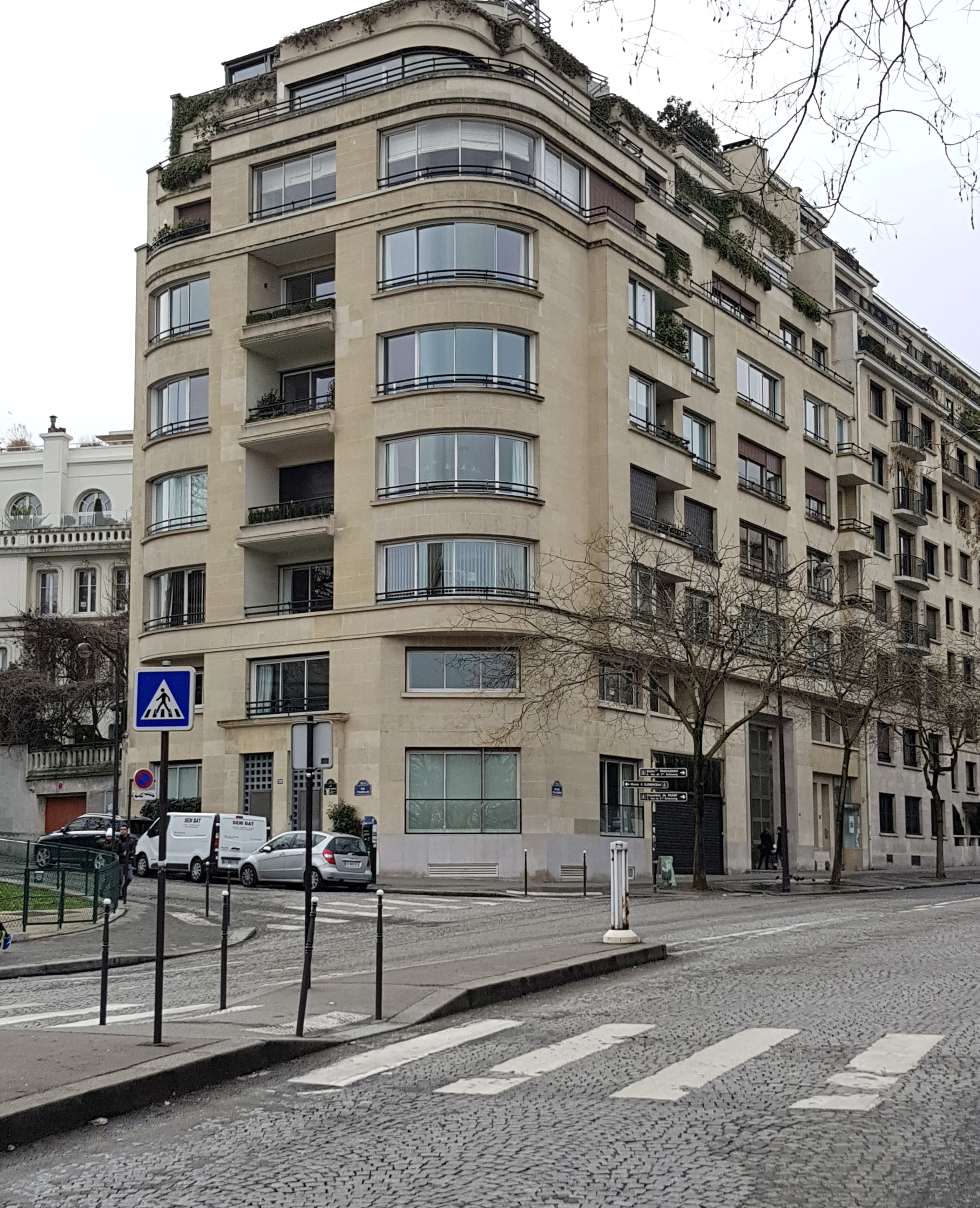
Immeuble du no 1 de l'avenue.
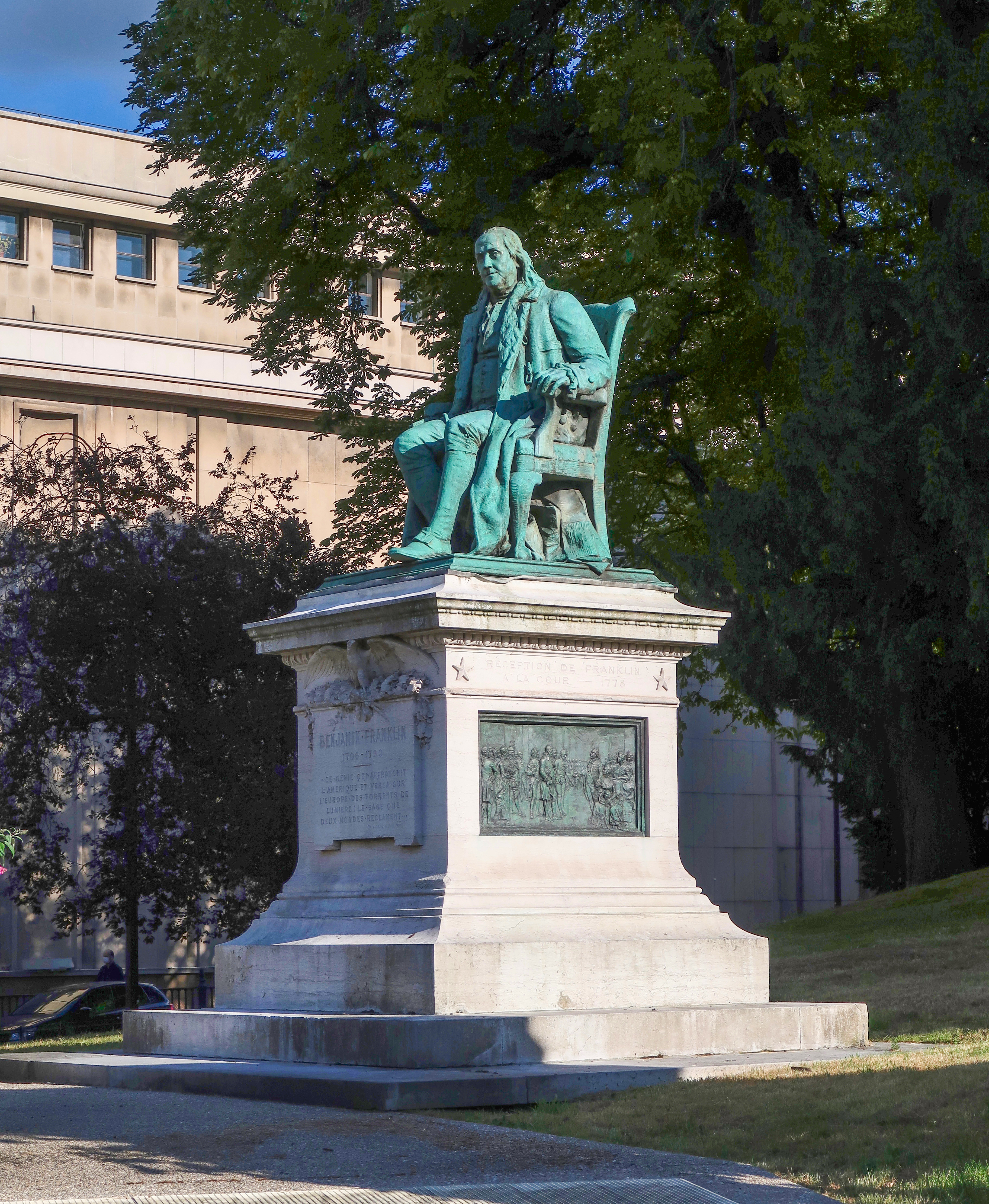
John J. Boyle (en), Monument à Benjamin Franklin (1898).
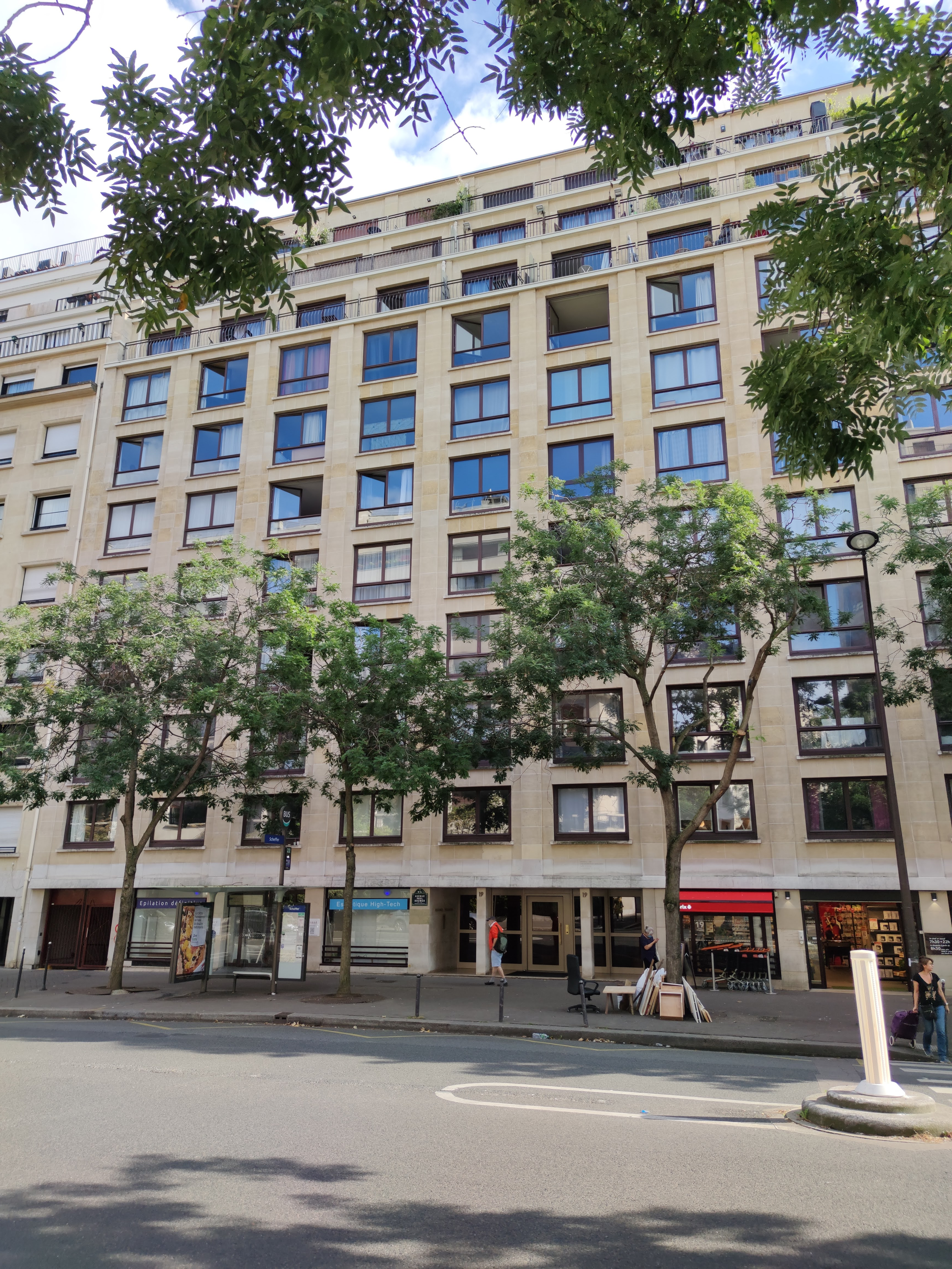
No 19.
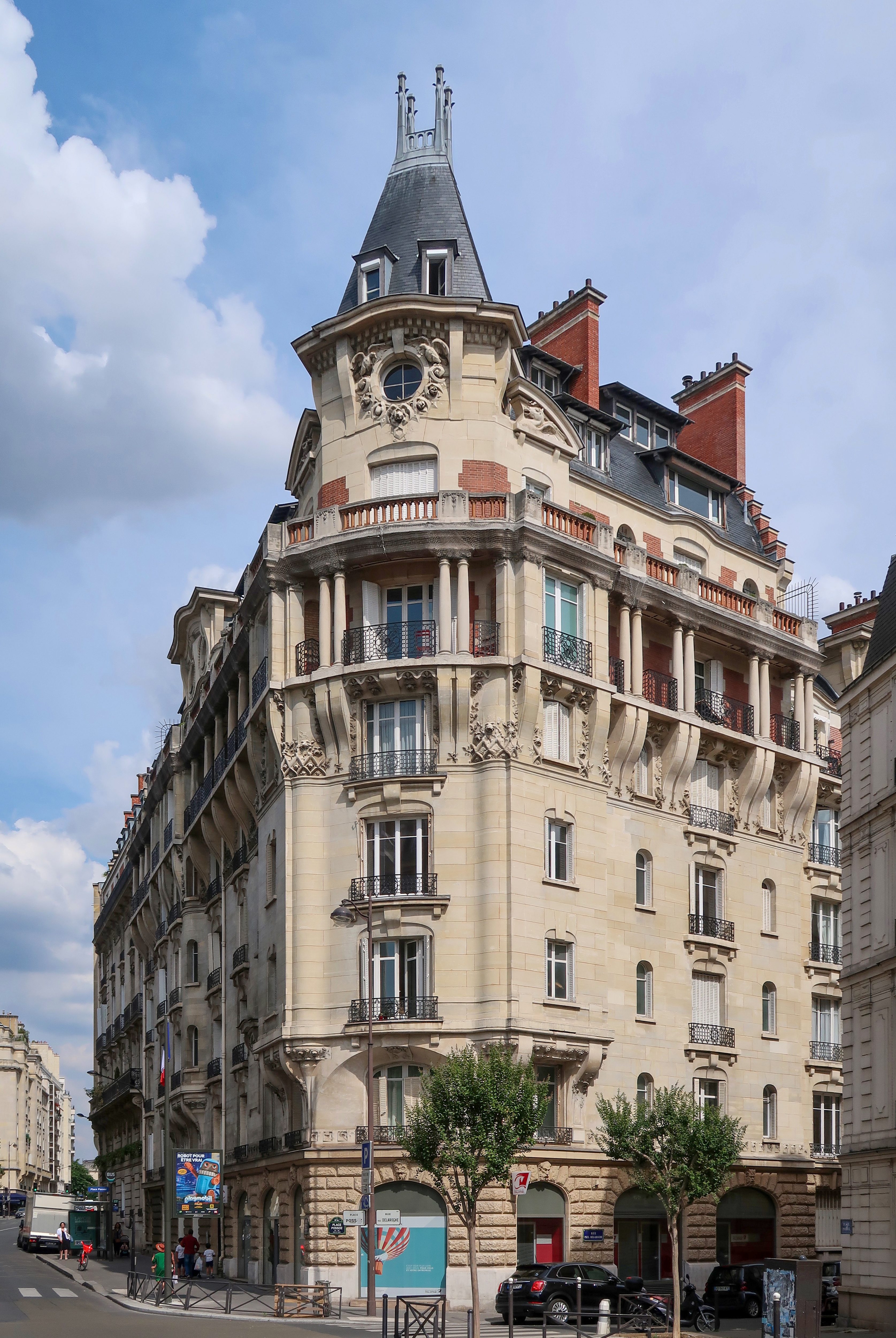
No 79 et place Possoz.

## Dans la fiction
- Une scène du court-métrage Les Veuves de quinze ans (1966) y est tournée.

- C’est au no 19 de l’avenue que se trouve l’appartement de Corey (Alain Delon), personnage principal du film Le Cercle rouge, réalisé en 1970 par Jean-Pierre Melville.